# Dennis González
Dennis González Boneu, född 11 maj 2004, är en spansk konstsimmare.

## Karriär
I juni 2023 vid europeiska spelen i Kraków-Małopolska tog González guld tillsammans med Mireia Hernández i det fria programmet för mixade par och silver tillsammans med Emma García i det tekniska programmet för mixade par. Följande månad vid VM i Fukuoka blev han den första guldmedaljören genom tiderna i herrarnas fria soloprogram. González tog även silver tillsammans med Emma García i det tekniska programmet för mixade par och brons tillsammans med Mireia Hernández i det fria programmet för mixade par.
I februari 2024 vid VM i Doha tog González silver i det fria soloprogrammet samt även silver tillsammans med Mireia Hernández i det fria programmet för mixade par.
Vid konstsim-EM 2025 i Funchal tog González brons i det tekniska soloprogrammet samt guld i det fria programmet för mixade par tillsammans med Iris Tió och guld i det tekniska programmet för mixade par tillsammans med Mireia Hernández. Han var även en del av Spaniens lag som tog guld i det fria lagprogrammet och brons i det akrobatiska lagprogrammet. Vid VM 2025 i Singapore tog González silver i det tekniska soloprogrammet, guld i det fria programmet för mixade par tillsammans med Iris Tió samt silver i det tekniska programmet för mixade par tillsammans med Mireia Hernández. Han var även en del Spaniens lag som tog brons i både det fria lagprogrammet och det akrobatiska lagprogrammet.